# Stjärnorpsravinen
Stjärnorpsravinen är en ravin i Linköpings kommun, Östergötland. Stjärnorpsravinen har skapats av Stjärnorpsbäcken vid bäckens utlopp i sjön Roxen. Intill utloppet ligger även ruinen av Stjärnorps slott. I ravinens säregna biotop finns bland annat strutbräken. Områdets säregna karaktär upplevs bäst under högsommar och sensommar. Vandringsleder går upp genom ravinen cirka en kilometer. Möjlighet till parkering finns i slottsområdet.